# Miloš Valčák
Miloš Valčák (* 1. listopadu 1981) je český basketbalista hrající Národní basketbalovou ligu za tým Mlékárna Kunín. Hraje na pozici křídla.
Je vysoký 194 cm, váží 89 kg.

## Kariéra
- 2002 - 2003 : Mlékárna Kunín
- 2003 - 2004 : KB Prostějov (2. liga)
- 2004 - 2007 : Mlékárna Kunín - se střídavým startem (hostováním) v druholigových týmech SKP Proton Zlín a BK Opava

## Statistiky
| Sezóna   | Soutěž      | Odehrané minuty | Průměr na zápas | Body | Průměr na zápas |
| -------- | ----------- | --------------- | --------------- | ---- | --------------- |
| 2001/02  | Mattoni NBL | 17.2            | 4.3             | 6    | 1.5             |
| 2002/03  | Mattoni NBL | 22.6            | 3.8             | 4    | 0.7             |
| 2004/05  | Mattoni NBL | 130.3           | 8.1             | 38   | 2.4             |
| 2004/05  | Český pohár | 9.4             | 4.7             | 2    | 1.0             |
| 2005/06  | Mattoni NBL | 20.8            | 5.2             | 7    | 1.8             |
| 2005/06  | 2. liga     | 18.3            | 9.2             | 8    | 4.0             |
| 2005/06  | Český pohár | 10.0            | 10.0            | 2    | 2.0             |
| 2006/07* | Mattoni NBL | 3.3             | 3.3             | 0    | 0.0             |

 *Rozehraná sezóna - údaje k 20.1.2007